# Gunnar Johansson
Gunnar Johansson (29 de fevereiro de 1924 - 14 de fevereiro de 2003) foi um futebolista sueco. Ele competiu na Copa do Mundo FIFA de 1950, sediada no Brasil, na qual a seleção de seu país terminou na terceira colocação.